# Джинджиристий Мирослав Ілліч
Джинджиристий Мирослав Ілліч, Ількович (нар. 12 грудня 1931, с. Настасів, нині Тернопільського району Тернопільської області, УРСР) — український режисер театру та кіно. Заслужений діяч мистецтв України (1998).

## Біографія
Народився 1931 р. у с. Настасів Тернопільської обл. Закінчив режисерський факультет Київського державного інституту ім. І. Карпенка-Карого (1956).
До 1964 р. працював режисером у Рівненському музично-драматичному театрі, потім — на студії «Укртелефільм».
Навчався у Львівському університеті, закінчив Київський інститут театрального мистецтва ім. І. Карпенка-Карого (1956).
Працював режисером Рівненського обласного музично-драматичного театру, де поставив 24 спектаклі української і зарубіжної класики та сучасних авторів (1956—1965).
1965—1966 — режисер у Київському театрі російської драми імені Лесі Українки, від 1966 — режисер студії «Укртелефільм».
Одночасно викладав режисуру в Київському національному університеті культури та мистецтв.
Автор статей у журналах «Народна творчість та етнографія», «Український театр» та інших виданнях.

## Фільмографія
Створив стрічки:
- «Не судилось» (1967),
- «У неділю рано зілля копала» (1968),
- «Лиха доля» (1969),
- «Камінний господар» (1971),
- «Проводжала мати сина» (1993),
- «Спогад про УПА» (1994, співавт. сцен.) та ін.

Також створив 22 документальні фільми про українських письменників, зокрема про Миколу Бажана, Остапа Вишню, М. Вінграновського, О. Гончара, І. Драча, П. Загребельного, Д. Павличка, В. Яворівського.
Зняв майже 50 документальних і музичних фільмів, у тому числі про Тернопілля:
- «Та не однаково мені»,
- «Оксана»,
- «Співає „Галичанка“»,
- «Весілля на Поділлі»,
- «У неділю рано музиченька грала»,
- «Подільські гаївки» й ін.